# Arcturus (musikgrupp)
Arcturus är ett norskt avantgarde metal-band. De var ursprungligen aktiva mellan åren 1987 och 2007, men återförenades 2011. Bandet bildades 1986 under namnet Mortem och fullängdsdebuten Aspera Hiems Symfonia gavs ut 1995.

## Medlemmar
Nuvarande medlemmar
- Steinar Sverd Johnsen – klaviatur (1987–2007, 2011– )
- Jan Axel "Hellhammer" Blomberg – trummor (1987–2007, 2011– )
- Knut Magne Valle – gitarr (1996–2007, 2011– )
- Hugh "Skoll" Mingay – basgitarr (1995–2000, 2002–2007, 2011– )
- Simen "ICS Vortex" Hestnæs – sång (2004–2007, 2011– )

Tidigare medlemmar
- Kristoffer "Garm" Rygg – sång (1993–2003)
- Carl August Tidemann – gitarr (1987–1996)
- Tomas "Samoth" Haugen – gitarr (1993–1995)
- Marius Vold – basgitarr, sång (1987–1991)
- Dag Falang Gravem – basgitarr (1991–1995)
- Tore Moren – gitarr (2003–2007)

Turnerande medlemmar
- Sebastian Grouchot – violin (2015– )
- Øyvind Hægeland – sång (2003–2005)

## Diskografi

### Demo
- 1990 – Promo 90

### Studioalbum
- 1995 – Aspera Hiems Symfonia
- 1997 – La Masquerade Infernale
- 2002 – The Sham Mirrors
- 2005 – Sideshow Symphonies
- 2015 – Arcturian

### Livealbum
- 2014 – Shipwrecked in Oslo

### EP
- 1990 – Constellation

### Singlar
- 1991 – "My Angel" / "Morax"
- 2015 – "The Arcturian Sign"

### Samlingsalbum
- 1999 – Disguised Masters - Arcturus and the Deception Circus

### Video
- 2006 – Shipwrecked in Oslo (DVD)

### Annat
- 2000 – True Kings of Norway (delad album: Emperor / Dimmu Borgir / Immortal / Arcturus / Ancient)